# José Antonio Paraíso
José Antonio Paraíso González (Torrejón de Ardoz, Madrid, 20 de abril de 1971) es un exjugador de baloncesto español que llegó a ser internacional absoluto con la Seleccíón española con la que conquistó la medalla de bronce en el europeo de Turquía 2001.
Con 2,03 metros de altura ocupaba la posición de alero. Disfrutó de una dilatada carrera profesional llegando a disputar un total de 17 temporadas en la liga ACB (competición de la que es considerado un histórico por haber disputado más de 12.000 minutos en la misma) y que se finalizó a finales de 2009 cuando el jugador anunció su retirada.

## Historia
Se formó como jugador en las categorías inferiores del Club Deportivo Parque de Cataluña. Posteriormente jugó entre 1989 y 1992 en la Primera División en las filas primero del Cajamadrid y posteriormente del Juventud Alcalá. En la temporada 1992/93 ficha por el FC Barcelona club con el que debutó en la Liga ACB.
Su etapa más productiva como jugador, si nos fijamos en lo que a estadísticas individuales se refiere, se da cuando milita en las filas del ya desaparecido Cáceres C.B. (1994-95 a 2000-01), equipo del cual se puede considerar que es uno de los jugadores más representativos, ya que es su máximo anotador (3.343 puntos) y reboteador (1.156 rebotes) de todos los tiempos. Su mayor logro durante su etapa en el conjunto extremeño fue la de contribuir a la consecución del Subcampeonato de la Copa del Rey celebrada en León (temporada 1996-97) y la de llegar a las semifinales de la Copa Korac (1994-95)
Su buen hacer en el conjunto verdinegro (en el que promedió 19,7 puntos en su última temporada), hicieron que el Pamesa Valencia no dudara en pagar los 250 millones de pesetas que por aquel entonces estipulaba su cláusula de rescisión en lo que se convirtió en uno de los mayores fichajes, económicamente hablando de la historia del baloncesto español.
En el verano de transición entre la temporada 2000-01 y 2002-03, Paraíso, ya fichado por el Pamesa', consiguió el que puede ser considerado su mayor logro profesional al conseguir la medalla de bronce en el Eurobasket 2001 de Turquía como integrante de la Selección Española de Baloncesto.
Tras su paso por el Pamesa Valencia donde logra su mayores éxitos colectivos a nivel de club con la consecución de una Copa ULEB (2002-03) y dos subcampeonatos: uno de liga ACB' (2002-03) y otro de Copa Saporta (2001-02), cambia de equipo y se marcha al CB Granada, en cuyas filas consigue un subcampeonato de Supercopa (2005-06) y el hito de superar la barrera de los 12.000 minutos de competición en la liga ACB lo que le convierten en un jugador histórico.
Después de desvincularse del CB Granada', en la temporada 2006-07 ficha por el Alta Gestión Fuenlabrada, conjunto en el que disfrutaría de sus últimos minutos como jugador profesional.
El 27 de noviembre de 2009, tras 17 campañas y 551 partidos en ACB, anuncia su retirada de la práctica activa del baloncesto profesional en una rueda de prensa celebrada en el Ayuntamiento de Torrejón de Ardoz. En ese mismo acto, el alcalde de la localidad madrileña Pedro Rollán anunciaba que el Complejo Deportivo M4 de Torrejón se tomaría el nombre de José Antonio Paraíso en homenaje al jugador.